# Давлия
Да́влия (греч. Δαύλεια) — малый город в Греции. Расположен на высоте 341 метр над уровнем моря на склоне Парнаса, на правом берегу реки Кифисоса, в 15 километрах к северо-западу от Левадии, в 21 километре к северо-востоку от Дельф и в 105 километрах к северо-западу от Афин. Входит в общину (дим) Левадию в периферийной единице Беотии в периферии Центральной Греции. Население 1232 жителя по переписи 2011 года.
Руины акрополя древнего города Давлиды видны над городом.

## Сообщество Давлия
В местное сообщество Давлия входит монастырь Кимису-Теотоку-Иерусалим (Успения Борогодицы Иерусалим). Население 1240 жителей по переписи 2011 года. Площадь 61,725 квадратного километра.
| Населённый пункт                   | Население (2011), человек |
| ---------------------------------- | ------------------------- |
| Давлия                             | 1232                      |
| Монастырь Кимису-Теотоку-Иерусалим | 8                         |

## Население
| Год  | Население, человек |
| ---- | ------------------ |
| 1991 | 2049               |
| 2001 | 1493               |
| 2011 | ↘ 1232             |